# Ciara Grant (football, 1993)
Ne doit pas être confondu avec Ciara Grant (football, 1978).
Ciara Grant, née le 11 juin 1993 à Letterkenny dans le comté de Donegal, est une footballeuse internationale irlandaise évoluant au poste de milieu de terrain.

## Biographie
Ciara Grant naît à Letterkenny la plus grande ville du comté de Donegal. Elle est scolarisée à la Woodlands National School. Elle a comme camarade de classe l'athlète Mark English futur médaillé aux championnats d'Europe d'athlétisme. Entre 2005 et 2011, elle fréquente la Loreto Convent Secondary School où elle passe son Leaving Cert, l'équivalent irlandais du baccalauréat. Elle commence le football très tôt et joue dans les équipes scolaires des établissements qu'elle fréquente, mais aussi aux Lagan Harps et Kilmacrennan Celtic, des clubs locaux. En 2009, elle est dans l'équipe de Kilmacrennan qui remporte la WFAI Intermediate Cup et en 2011 dans celle de Loreto qui gagne la FAIS Senior Girls Cup, deux des plus importantes compétitions nationales pour les jeunes filles en Irlande,.
Comme beaucoup d'Irlandais, Ciara Grant pratique plusieurs sports et notamment les sports gaéliques. Grant a choisi le football gaélique. Elle est sélectionnée en 2018 par le Donegal GAA et dispute la finale du All-Ireland des moins de 18 ans.

### En club
Entre 2011 et 2014, Ciara Grant est licenciée au Raheny United et dispute le championnat d'Irlande. Durant ce laps de temps, elle remporte à deux reprises le titre de championne d'Irlande : en 2012-2013 et 2013-2014. Elle remporte aussi à deux reprises la Coupe d'Irlande, en 2012, et 2013.
Entre 2011 et 2016, Ciara Grant étudie la médecine à l'University College Dublin. Elle joue dans l'équipe universitaire de UCD et quand l'université s'allie à DLR Waves pour former une équipe pour le championnat d'Irlande elle quitte Raheny pour jouer dans la nouvelle équipe. En 2017, elle sort de l'Université avec le titre de docteur en médecine.
Après une période sans football où elle approfondit ses études pour pouvoir exercer comme médecin, elle s'engage en 2019 avec les Sion Swifts qui disputent le championnat d'Irlande du Nord. Les Sion Swifts terminent la compétition à la deuxième place derrière Linfield, battus simplement à la différence de but.
En 2020, elle revient en Irlande et s'engage avec Shelbourne. En 2021, elle gagne de nouveau le championnat d'Irlande et marque un but en finale de la Coupe d'Irlande, compétition remportée 3-1 par les Wexford Youths.
Le 28 janvier 2022, Ciara Grant signe aux Rangers à Glasgow. Elle signe un contrat de six mois. C'est la première fois qu'elle signe un contrat de joueuse professionnelle et c'est la première fois qu'un international irlandais signe aux Rangers depuis 1932 et Alex Stevenson. Elle participe à une fin de saison quasi parfaite pour les Rangers puis que l'équipe reste invaincue jusqu'à la fin de la compétition et remporte le championnat pour la première fois de son histoire.
En juin 2022, elle signe un contrat d'une saison avec le Heart of Midlothian qui joue aussi en première division écossaise. Pour le club d'Édimbourg, elle fait partie des deux premières joueuses professionnelles de l'histoire avec Emma Brownlie qui a signé son contrat la semaine précédente.

### En équipe nationale
Ciara Grant est sélectionnée dans toutes les classes d'âge de l'équipe nationale irlandaise. Sa première convocation en équipe nationale se fait avec les moins de 15 ans. Son passage dans l'équipe des moins de 17 ans est particulièrement réussit puisqu'elle participe au championnat d'Europe 2010. L'Irlande réussit l'exploit de se qualifier pour la finale après avoir terminé en tête de son groupe devant la Suède, la Pologne et l'Ukraine. En demi-finale, l'Irlande renverse l'Allemagne. En finale, les Irlandaises perdent aux tirs au but contre l'Espagne. Cette deuxième place permet à Grant de partir à la Coupe du monde féminine de football des moins de 17 ans 2010. Là encore, l'Irlande remporte son groupe en devançant le Brésil, le Canada et le Ghana. Ciara Grant est éliminée en quart de finale par le Japon, une équipe qui terminera à la deuxième place de la compétition.
En 2011, Ciara Grant intègre le programme de développement de la fédération irlandaise de football, programme qui accompagne les joueuses les plus prometteuses de chaque génération.
Cira Grant fait ses débuts en équipe nationale senior en 2012. Elle a alors 19 ans. Elle dispute son premier match international en novembre 2012 à l'occasion d'une rencontre contre les États-Unis. Elle débute la rencontre sur le banc des remplaçantes et entre à la 57e minute à la place de Niamh Fahey.
Le 11 octobre 2022, elle fait partie de la sélection irlandaise qui se qualifie pour la première fois de son histoire pour une Coupe du monde. L'Irlande bat l'Écosse à Hampden Park 0-1. Grant fait partie des remplaçantes. Elle n'entre pas sur le terrain.
En juin 2023, elle est sélectionnée pour disputer la coupe du monde 2023 en Australie.

## Palmarès
Avec Raheny United
- Championnat d'Irlande
  - Vainqueur en 2011-2012 et 2012-2013
- Coupe d'Irlande
  - Vainqueur en 2012 et 2013

Avec les Rangers
- Championnat d'Écosse
  - Vainqueur en 2021-2022

Trophées individuels
- Nommée dans l'équipe de la saison 2013-2014